# Manca Košir
Manca Košir, slovenska novinarka, univerzitetna profesorica, publicistka, kolumnistka in javna intelektualka ter nekdanja filmska igralka in fotomodel, * 5. marec 1948, Maribor, † 2. maj 2024, Ljubljana.
V mladosti je nastopila v več filmih. Je avtorica številnih novinarskih prispevkov, poljudnoznanstvenih, strokovnih in znanstvenih člankov in knjig. Med prvimi v Sloveniji je sistematično obdelala novinarske zvrsti. Je avtorica učbenikov. V okviru leposlovja so pisma njena najpogostejša zvrst.
Bila je članica slovenskega mednarodnega centra PEN, Bralnega društva Slovenije in Slovenskega komunikološkega društva. Od ustanovitve 1982 je bila članica uredništva Nove revije.
Kot novinarka je med drugim delala pri tedniku ITD (1973—1976), Teleksu (1979—1980) in Mladini, kjer je začela delati leta 1970.

## Študij
Leta 1969 je na Pedagoški akademiji v Ljubljani diplomirala iz matematike in fizike, leta 1975 pa na FSPN iz novinarstva in prejela univerzitetno Prešernovo priznanje. Leta 1979 je magistrirala iz socioloških znanosti, leta 1983/84 pa je bila kot doktorand na študijskem izpopolnjevanju na münchenski univerzi – Institut für Kommunikationswissenschaft, ki ga je zaključila s predavanjem Ansätze zur Theorie der journalistischen Darstellungsformen. Leta 1987 je na Filozofski fakulteti v Zagrebu doktorirala na področju filoloških znanosti.

## Delo

### Filmska igralka in model
Poklicno kariero je začela kot svobodna filmska igralka in model. Za vlogo Janice v hrvaškem filmu Breza je leta 1967 prejela nagrado za najboljšega jugoslovanskega filmskega debitanta. Pred tem je igrala v TV drami Pravljica na podstrešju. Nastopila je še v okrog 30 filmih: Sreča na vrvici, To so gadi, Ko pride lev, na Hrvaškem pa je v seriji Marija igrala drugo glavno žensko vlogo.
Leta 1970 se je pojavila v tiskanem oglasu za čevlje Peko.

### Profesura
Od konca leta 1980 do upokojitve 2005 bila zaposlena na Fakulteti za družbene vede v Ljubljani, sprva kot asistentka, od 1993 pa je imela naziv izredna profesorica novinarstva. Njena področja so bila novinarsko sporočanje, vzgoja za medije ter novinarska etika. Vrsto let je bila predstojnica katedre za novinarstvo.

### Aktivizem
V začetku 80. letih je protestirala proti izrinjanju slovenščine iz javnega življenja, ko so zaradi zmanjševanja stroškov želeli ukiniti slovenske podnapise na RTV in prevzemati programe, podnaslovljene v srbohrvaščini.
Konec 90. let dvajsetega stoletja je skupaj z Andragoškim centrom Slovenije ustanovila študijske krožke Beremo z Manco Košir. Po upokojitvi leta 2005 je dejavna pri Hospicu, društvu za pomoč umirajočim in njihovim svojcem, postala je glasnica Krilc, tj. obdarovanja v humanitarne namene in ambasadorka šolskih ekovrtov. 
1. oktobra 2011 je postala predsednica Gibanja za trajnostni razvoj Slovenije. Na državnozborskih volitvah leta 2011 je kandidirala na listi Stranke za trajnostni razvoj Slovenije.
Na evropskih volitvah 2024 bi morala kandidirati na osmem mestu liste stranke VESNA, a volitev ni dočakala. Pred tem jo je stranka VESNA razglasila tudi za častno članico stranke.

## Zasebno
Imela je dve hčeri, Ladejo Godina Košir (s filmskim režiserjem Karpom Godino) in Tino Košir (z zobozdravnikom Martelom Zupanom) ter tri vnuke.